# Spas-Demensk
Spas-Demensk (russisch Спас-Деме́нск) ist eine russische Kleinstadt und Verwaltungszentrum des gleichnamigen Rajons in der Oblast Kaluga. Sie hat 4896 Einwohner (Stand 14. Oktober 2010) und ist damit der kleinste Ort mit Stadtstatus innerhalb der Oblast.

## Geographie
Die Stadt liegt im äußersten Westen der Oblast Kaluga am Fluss Demena, einem Nebenarm der Ugra, knapp 200 Kilometer von der Gebietshauptstadt Kaluga entfernt. Durch die Stadt verläuft die Eisenbahnstrecke von Tula nach Smolensk, und im Süden wird Spas-Demensk von der Fernstraße A101 auf dem Abschnitt zwischen Juchnow und Roslawl tangiert.
Die nächstgelegenen Städte sind Kirow (40 km südöstlich von Spas-Demensk) und Desnogorsk (57 km südwestlich); letztere liegt in der benachbarten Oblast Smolensk.

## Geschichte
Spas-Demensk wurde als Siedlung Demensk (Деме́нск) 1494 erstmals urkundlich erwähnt. Den Namenszusatz „Spas“ (wörtlich „Erlöser“) erhielt der Ort 1855 nach der hier errichteten „Erlöserkirche“.
Im 19. Jahrhundert hatte Spas-Demensk als Landwirtschaftszentrum Bedeutung, in dem vor allem der Anbau von und der Handel mit Hanf betrieben wurde. 1917 wurden dem Ort die Stadtrechte verliehen.
Während des Zweiten Weltkrieges war Spas-Demensk von Truppen   der deutschen  Wehrmacht  besetzt und zeitweise Sitz  eines  Armeeoberkommandos.  Der Ort wurde erst am 13. August 1943 durch die Rote Armee im Zuge der sogenannten Smolensker Operation zurückerobert.

### Bevölkerungsentwicklung
| Jahr | Einwohner |
| ---- | --------- |
| 1926 | 1730      |
| 1939 | 4232      |
| 1959 | 6320      |
| 1970 | 7119      |
| 1979 | 6096      |
| 1989 | 6239      |
| 2002 | 5296      |
| 2010 | 4896      |

Anmerkung: Volkszählungsdaten

## Wirtschaft
Als eine sehr kleine Stadt hat Spas-Demensk bis auf einige wenige Fabriken der Textil-, Lebensmittel- und Holzindustrie kaum industrielle Bedeutung.